# 瓦托拉里县
瓦托拉里县是东帝汶民主共和国维克克区的一个县，该县面积294.13平方公里，2010年人口普查时时人口为16972，县治位于瓦托拉里。